# Čierne Bobrovecké pliesko
Čierne Bobrovecké pliesko nebo jen Čierne pliesko je nejníže položené jezero ze skupiny Bobroveckých pliesek v Bobrovecké dolině v Západních Tatrách na Slovensku. Má rozlohu 0,0100 ha a je 11 m dlouhé a 11 m široké. Leží v nadmořské výšce 1400 m.

## Okolí
Pleso má kruhový tvar. Nachází se v horní části Bobrovecké doliny pod jihovzápadním úpatím hřbetu Holáň východně od sedla Sivého vrchu. Pliesko je obklopené lesem. Na jeho jižním břehu se tyčí velký balvan, který je patrný i na satelitním snímku.

## Vodní režim
Z plesa odtéká krátký průtok do Polianskeho potoka. Náleží k povodí Váhu. Při nízkém stavu vody vysychá.

## Přístup
Pleso je přístupné po  žluté turistické značce:
- z obce Jalovec 3 hodiny a 15 minut.
- z obce Zuberec 3 hodiny a 20 minut.